# Лондон-брідж (станція)

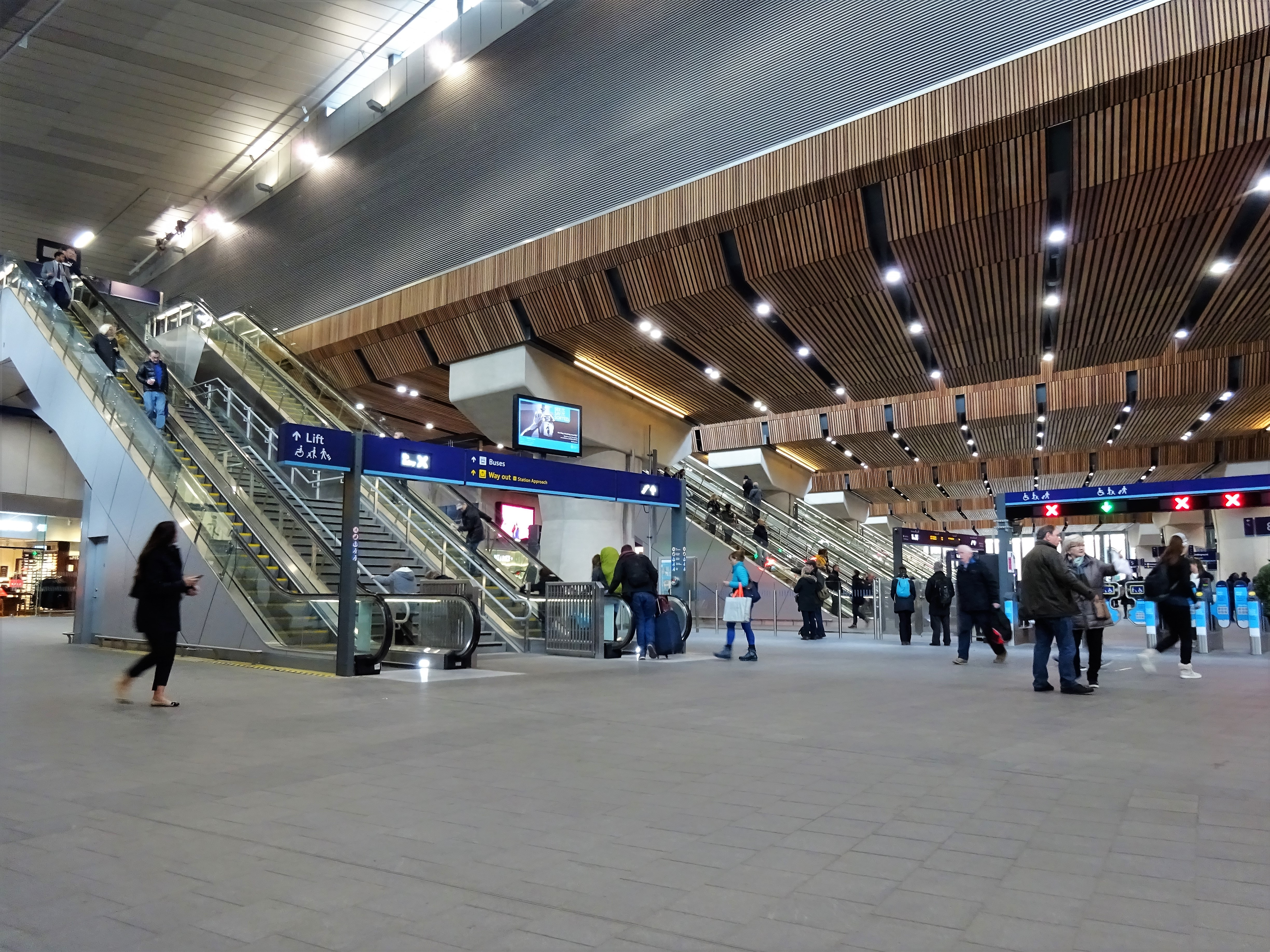
Головний конкорс станції, січень 2018

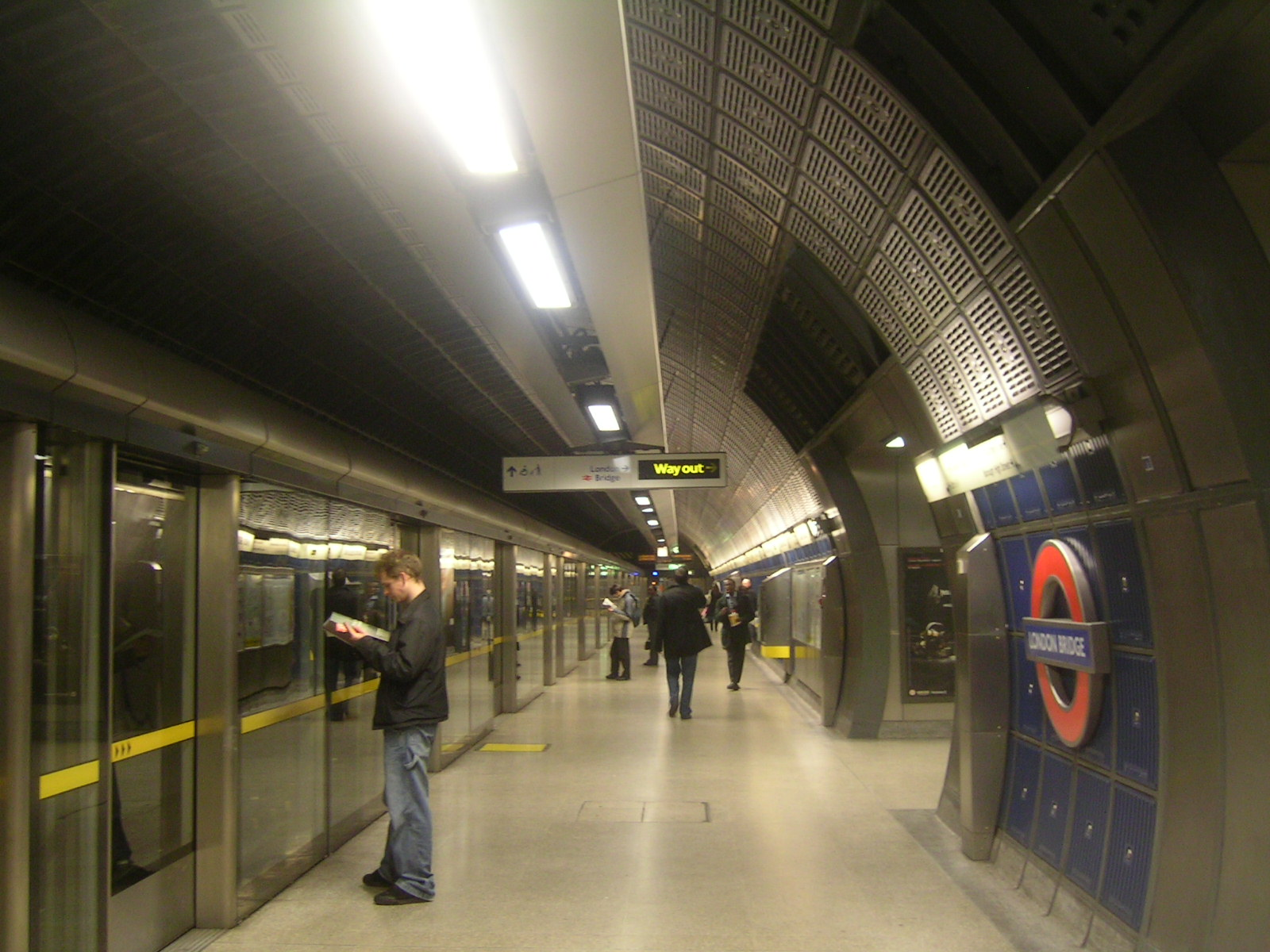
платформа станції лінії Джубилі

51°30′18″ пн. ш. 0°05′10″ зх. д. / 51.505° пн. ш. 0.086111° зх. д.
Лондон-брідж (англ. London Bridge) — центральний залізничний вокзал Лондона, станція Лондонського залізничного вузла та Лондонського метрополітену. Розташовано у районі Саутерк, на південному кінці Лондонського мосту, на честь якого й найменовано. Станція головної лінії є найстарішою залізничною станцією в Лондоні та однією з найстаріших у світі, що відкрилася в 1836 році і є четвертою за пасажирообігом станцією в Лондоні. 2014 року 49.518 мільйонів пасажирів залізниці скористалися цією станцією, та 74,98 мільйона пасажирів метро.
Станція належить до 1-ї тарифної зони і складається з трьох частин: транзитна станція, кінцева станція і станція метро Лондонського метрополітену.

## Опис
Транзитна станція лежить на північній стороні. Колії прямують, на відміну від усіх інших лондонських головних станцій, ще далі до центру міста. Потяги з південного сходу прямують до станцій Чарінг-кросс та Кеннон-стріт, потяги Thameslink прямують під центром міста тунелем Сноу-гілл до північних околиць. У зворотному напрямку потяги прямують до Кенту і Південно-Східного Лондона. Потяги до Південного Лондона, Суррею та Сассексу вирушають від тупикової станції. Колії станції та вихідні маршрути електрифіковані звичайною системою струму у південній Англії (750 В постійного струму). Лондонський міст є однією з 17 станцій, що є під орудою Network Rail.
Конфігурація платформи станції:
- Платформи 1, 2 і 3 обслуговують поїзди до/з Кеннон-стріт і південно-східного Лондона і Кента.
- Платформи 4 і 5 обслуговують поїзди Thameslink між Brighton main line і ядром Thameslink через Блекфрайерс.
- Платформи 6–9 обслуговують поїзди до/від Чарінг-кросс до південно-східного Лондона, Кенту і Східного Сассексу.
- Платформи 10–15 обслуговують переважно маршрути, що прямують на південь від Лондона та до південного узбережжя.

На станції метро під рівнем залізниці Північна лінія та лінія Джубилі перетинаються на двох рівнях. Як і на інших станціях розширення лінії Джубилі, відкритих у 1999 році, станція є типу горизонтальний ліфт.